# Kryptopterus dissitus
Kryptopterus dissitus är en fiskart som beskrevs av Ng 2001. Kryptopterus dissitus ingår i släktet Kryptopterus och familjen malfiskar. IUCN kategoriserar arten globalt som otillräckligt studerad. Inga underarter finns listade i Catalogue of Life.